# Табор (журнал)
«Табор» — військово-науковий та літературний часопис, заснований з ініціативи Симона Петлюри Українським військово-історичним товариством у Польщі.

## Історія
Виходив у 1923—1939 роках (з перервою в 1925—1926) у Каліші (1923—1924 і 1928—1929) та Варшаві (1927 — і з 1930) у видавництві «До зброї», за головною редакцією генерал-хорунжого Віктора Куща. За весь час вийшло 37 чисел часопису. «Табор» містив матеріали з доби Визвольних змагань, з питань військо- і війнознавства (зокрема в СРСР).
Співпрацівники: Сергій Дельвіг, Володимир Колосовський, Юрій Науменко, Тиміш Олесіюк, Тиміш Омельченко, Василь Прихода, Гнат Порохівський, Володимир Сальський, Ю. Тимошенко, Святослав Шрамченко та ін.